# Carnation
Carnation (также известный как Carnation Sterilized Cream, позднее — Carnation Evaporated Milk) — производитель продуктов питания, основанный в 1899 году. Под брендом выпускаются сгущённое молоко, молочные ароматизаторы, ароматизированные напитки, ароматизированные сиропы, горячие какао-смеси, завтраки быстрого приготовления, кукурузные хлопья, мороженое и собачьи корма. С 1985 года бренд Carnation принадлежит швейцарской компании Nestlé.

## Продукция
- Carnation Evaporated Milk (1899)[7][8]
- Carnation Malted Milk (1927)[9]
- Carnation Instant Breakfast (Breakfast Essentials) (1964)[10]

## Кафе-мороженые Carnation
Кафе-мороженые Carnation находились в Оклахоме, Калифорнии и Техасе. Carnation Café — ресторан быстрого питания в Диснейленде и других парках Диснея, первоначально называвшийся «Carnation Ice Cream Parlor and Restaurant presented by Carnation» (оригинальный аттракцион с момента открытия парка в 1955 году).

## В популярной культуре
Для сцены в фильме 1975 года «Челюсти», где труп персонажа Бена Гарднера выскакивает из его неподвижной лодки, режиссёр Стивен Спилберг переснял сцену в бассейне монтажёра Верны Филдс. Спилберг налил в бассейн сухое молоко Carnation, чтобы смоделировать мутные воды Мартас-Винъярд, где изначально снималась сцена.
Основатель бренда Carnation, Элбридж Амос Стюарт, увековечен в песне фолк-музыканта Джона Стюарта «Mother Country» (1969).
Грузовик, перевозящий Carnation Milk, кратко показан в сцене в эпизоде «Однажды в Голливуде». В другой сцене персонаж Брэда Питта пьёт из картонной упаковки молоко Carnation Milk.